# Pavel Kotsjetkov
Pavel Sergejevitsj Kotsjetkov (Russisch: Павел Сергеевич Кочетков; Kamensk-Oeralski, 7 maart 1986) is een Russisch wielrenner.
In de Ronde van Italië 2015 droeg Kotsjetkov twee dagen de blauwe leiderstrui van het bergklassement. In de derde etappe, waarin hij in de aanval ging, verzamelde hij genoeg punten om de trui over te nemen van Bert-Jan Lindeman. Na de vijfde etappe moest hij de trui afstaan aan Jan Polanc.
In 2016 werd Kotsjetkov Russisch kampioen op de weg.
In de wegwedstrijd op de Olympische Spelen in Rio de Janeiro eindigde Kotsjetkov op plek 38, op ruim twaalf minuten van winnaar Greg Van Avermaet. Vier dagen later eindigde hij op plek 28 in de tijdrit.

## Overwinningen
2007
4e etappe Giro delle Regioni
2008
Trofeo Marco Rusconi
2009
Trofeo Alcide Degasperi
GP Industria e Commercio-Tr. Città di San Vendemiano
GP Inda-Trofeo Aras Frattini
2011
1e etappe Tour des Pays de Savoie
1e etappe Ronde van Bulgarije
2012
3e etappe Circuit des Ardennes (ploegentijdrit)
Puntenklassement Ronde van Tsjechië
2016
 Russisch kampioenschap op de weg

## Resultaten in voornaamste wedstrijden
| Jaar | Ronde van Italië | Ronde van Frankrijk | Ronde van Spanje |
| ---- | ---------------- | ------------------- | ---------------- |
| 2015 | 37e              |                     | 76e              |
| 2016 | 32e              |                     | 39e              |
| 2017 | opgave           |                     |                  |
| 2018 |                  | 61e                 | 53e              |
| 2019 |                  |                     | 98e              |
| 2020 | opgave           |                     |                  |
| 2021 |                  |                     |                  |

| Jaar | Luik-Bast.‑Luik | Ronde van Lombardije | Waalse Pijl |  | WK op de weg |  | Wereldranglijsten |
| ---- | --------------- | -------------------- | ----------- |  | ------------ |  | ----------------- |
| 2015 |                 |                      |             |  |              |  |                   |
| 2016 |                 | 45e                  |             |  |              |  |                   |
| 2017 | 46e             |                      | 33e         |  |              |  | 240e (UWT)        |
| 2018 | 110e            | 40e                  |             |  | 51e          |  |                   |
| 2019 | 98e             | opgave               |             |  |              |  |                   |
| 2020 |                 |                      |             |  |              |  |                   |
| 2021 |                 |                      |             |  | opgave       |  |                   |

## Ploegen
- 2010 –  Zheroquadro Radenska
- 2011 –  Itera-Katjoesja
- 2012 –  Itera-Katjoesja
- 2013 –  RusVelo
- 2014 –  Team Katjoesja
- 2015 –  Team Katjoesja
- 2016 –  Team Katjoesja
- 2017 –  Team Katjoesja Alpecin
- 2018 –  Team Katjoesja Alpecin
- 2019 –  Team Katjoesja Alpecin
- 2020 –  CCC Team
- 2021 –  Gazprom-RusVelo
- 2022 –  Gazprom-RusVelo

Bojev · Firsanov · Klimov · Jersjov · Kotsjetkov · I. Kovaljov · J. Kovaljov · Krasnov · Majkin · Manakov · Mironov · Ovetsjkin · Pomosjnikov · Rybakov · Savitsky · Serov · Solomennikov · Tatarinov · Zakarin
Belkov · Broett · Caruso · Goesev · Haller · Ignatenko · Ignatjev · Isajtsjev · Koetsjynski · Koeznetsov · Kolobnev · Kotsjetkov · Kozontsjoek · Kristoff · Losada · Moreno · Paolini · Porsev · Rodríguez · Rybakov · Selig · Silin · Smukulis ·  Špilak · Trofimov · Tsatevitsj · Tsjernetski · Vicioso · Vorganov · Vorobjov · Bystrøm (stagiair)
Belkov · Bystrøm · Caruso · Guarnieri · Haller · Isajtsjev · Koeznetsov · Kolobnev · Kotsjetkov · Kozontsjoek · Kristoff · Lagoetin · Losada · Machado · Moreno · Paolini · Porsev · Rodríguez · Selig · Silin · Smukulis ·  Špilak · Trofimov · Tsatevitsj · Tsjernetski · Vicioso · Vorganov · Vorobjov · Zakarin · Politt (stagiair) · Restrepo (stagiair)
Belkov · Bystrøm · Guarnieri · Haller · Isajtsjev · Koeznetsov · Kotsjetkov · Kozontsjoek · Kristoff · Lagoetin · Losada · Machado · Mamykin · Mørkøv · Politt · Porsev · Restrepo · Rodríguez · Silin · Špilak · Taaramäe · Tsatevitsj · Tsjernetski · Van den Broeck · Vicioso · Vorganov · Vorobjov · Zakarin · Maes (stagiair)
Belkov · Biermans · Bystrøm · Gonçalves · Haller · Hollenstein · Kišerlovski · Koeznetsov · Kotsjetkov · Kristoff  · Lammertink · Losada · Machado · Mamykin · Martin   · Mathis · Mørkøv · Planckaert · Politt · Restrepo · Špilak · Taaramäe · Vicioso · Würtz Schmidt · Zabel · Zakarin · Havik (stagiair)
Belkov · Biermans · Boswell · Cras · Dowsett · Fabbro · Gonçalves · Haas · Haller · Hollenstein · Kittel · Kišerlovski · Koeznetsov · Kotsjetkov · Lammertink · Machado · Martin · Mathis · Planckaert · Politt · Restrepo · Smit · Špilak · Würtz Schmidt · Zabel · Zakarin
Battaglin · Biermans · Boswell · Cras · Debusschere · Dowsett · Fabbro · Gonçalves · Guerreiro · Haas · Haller · Hollenstein · Kittel · Koeznetsov · Kotsjetkov · Navarro · Politt · Smit · Špilak · Strachov · Tanfield · Würtz Schmidt · Zabel · Zakarin
Barta · Bevin · Černý · De la Parte · De Marchi · Geschke · Gradek · Hirt · Koch · Kotsjetkov · Mareczko · Masnada · Małecki · Paluta · Pauwels · Rosskopf · Sajnok · Schär · Trentin · Valter · Van Avermaet  · Van Hoecke · Van Hooydonck · Van Keirsbulck · Ventoso · Wiśniowski · Zakarin · Zimmermann
Bojev · Canola · D. Cima · I. Cima · Kotsjetkov · Kreuziger · Koezmin · Koeznetsov · Nekrasov · Nytsj · Rikoenov · Rovny · Scaroni · Sjaloenov · Strachov · Tsjerkasov · Tsjernetski · Vacek · Velasco · Zakarin · Dversnes (stagiair) · Lucca (stagiair) · Lunder (stagiair)
Canola · Carboni · Conci · Díaz · Fedeli · Kotsjetkov · Kukrle · Lunder · Malucelli · Nekrasov · Nytsj · Piccolo · Rikoenov · Rivera · Rovny · Scaroni · Strachov · Tsjerkasov · Tsjernetski · Vacek · Zakarin